# Kirchheim (Elzas)
Kirchheim is een gemeente in het Franse departement Bas-Rhin (regio Grand Est) en telt 719 inwoners (2019). De plaats maakt deel uit van het arrondissement Molsheim.

## Geografie
De oppervlakte van Kirchheim bedraagt 2,3 km², de bevolkingsdichtheid is 223,0 inwoners per km².
De onderstaande kaart toont de ligging van Kirchheim (Elzas) met de belangrijkste infrastructuur en aangrenzende gemeenten.

## Demografie
Onderstaande figuur toont het verloop van het inwonertal (bron: INSEE-tellingen).